# 天壽里
25°06′56″N 121°31′37″E / 25.1156926°N 121.5268813°E
天壽里，為中華民國台灣台北市士林區之一里，屬於天母次分區。

## 歷史
今日天壽里所在地為昔日三角埔、湳雅兩地的交接區域，戰後兩地分別改為三玉里、蘭雅里。1974年12月蘭雅里分出蘭興里，本地改隸三玉里、蘭興里。1990年3月12日臺北市區里行政區域調整時，才由前述2里分出。里內多為住商混合大樓、早期的庭園別墅和公寓住宅大樓，屬於台北市政府都市發展局所訂定之第三類住宅區為多。其餘也有綠地用地、公園用地、行水區、河川區、第三類商業用地、使館專門住宅用地和公園用地。
天壽里英文名於中華郵政「村里中英對照文字檔」中為"Tianshou Vil."，於士林區公所為漢語拼音之「TianShou Li」，而威妥瑪拼音為「T'ian Shou Li」。而天壽里名稱由來之「天」表屬於天母地區，而其「壽」則為擷取潮州後七賢之林大欽所創之對聯：「天增歲月人增壽，春滿乾坤福滿門」中之吉祥意。
其中因「天壽」二字形似「夭壽」（意指短命、早死的），故也在網路上小有名氣。但北市公園處長張郁慧也有表示當地也未有民眾發起更名，希望外界給予更多的尊重。

## 地理
天壽里大致上是由中山北路六段、天母西路及磺溪圍成的一塊三角形區塊，位處於士林區西緣，天母次分區的西南角。

### 里界
東至中山北路六段中心線，與士林區天祿里、天福里為界；西至磺溪河中心線與北投區榮華里為界；南至中山北路六段405巷（昔日中十七街）至天母橋與士林區蘭興里為界；北至天母西路中心線與士林區天玉里為界。

### 歷年人口變化
| 年份   | 1991年 | 1992年 | 1993年 | 1994年 | 1995年 | 1996年 | 1997年 | 1998年 | 1999年 | 2000年 |
| ------ | ------ | ------ | ------ | ------ | ------ | ------ | ------ | ------ | ------ | ------ |
| 人口   | 4,972  | 4,994  | 4,925  | 4,977  | 4,878  | 4,858  | 4,988  | 5,015  | 4,993  | 5,008  |
| 增加量 | —      | +22    | -69    | +52    | -99    | -20    | +130   | +27    | -22    | +15    |

## 設施、景點與地方特色
- 台北市日僑學校佔了本里近1/5面積
- 國際合作發展基金會暨聯合使館大樓(俗稱使館特區)
- 台北美國學校網球場
- 台北市政府環境保護局士林區清潔隊天母分隊
- 辜濂淞故居(俗稱中信家族寓所)
- 蘇荷兒童美術館
- 天壽公園
- 添壽一號綠地(士林78號綠地)
- 士林79號綠地
- 蘭興二號綠地(士林80號綠地)

☆天壽里有三項頗為特別的地方特色：
1.低密度住宅：由於西、南、東三側分別被磺溪、綠地、日僑學校包圍，加上辜濂淞故居、國合會佔地龐大，所以全里街廓內，只有北側邊緣的天母西路上有一家全家便利商店與非24小時的義美食品，造成此里雖在台北市平地但卻非常寧靜、也不大便利，是台北市區罕見的低密度住宅區段。
中山北路六段側萊爾富天福店於2023年4月1日歇業，造成克強街以北～天母西路以南間的中山北路西側人行道，居然完全沒有超商，這在台北市長達1公里以上距離的平地幹道中，是相當罕見的狀況；居民在購物與取貨上，必須仰賴東側供應台北美國學校消費的天祿里商家。7-11宣佈將於8月25日於中山北路六段437號展店，終結此區近150天的購物與取貨窘境。
2.垃圾可落地：士林區清潔隊天母分隊在此駐車，每日於日僑學校南牆外定點收取垃圾與回收物長達八小時(AM7~10、PM2~5、PM8~10)，因此本里透天厝與公寓居民也很少等候夜間的巡迴垃圾車，這項特點甚至吸引了許多追不上垃圾車的鄰近里民特地驅車前來，此亦台北市區所罕見。
3.與石牌共榮：雖屬士林天母次分區，但因與石牌僅隔短小的天母橋與同行橋，故與北投相當密切：例如居民通勤，常透過天母西路公車轉乘捷運石牌站與明德站，而不僅是中山北路公車轉乘芝山站；餐飲方面，石牌商城在外送選單上的豐富選項，也已優於天母本身；就醫方面，居民也是高度仰賴北投石牌的榮總、振興醫院而非士林天母的臺北市立聯合醫院陽明院區。諸如這些民生需求，與同為磺溪畔的天玉里狀況相當類似。

## 交通
天壽里位於天母商圈，屬於住商混合區域，故也有許多交通方式。

### 公車
里界道路之天母西路和中山北路皆為台北市之主要道路，故有許多公車路線經過。
| 編號               | 路線起迄                         | 經營業者          |
| ------------------ | -------------------------------- | ----------------- |
| 224                | 天母－捷運石牌站（經天母北路）   | 光華巴士          |
| 267                | 天母－捷運大湖公園站             | 光華巴士          |
| 268                | 天母－大直                       | 光華巴士          |
| 602                | 天母－北投                       | 中興巴士 大南汽車 |
| 606                | 榮總－萬芳社區                   | 大都會客運        |
| 612                | 大同之家－松德站                 | 東南客運          |
| 612區              | 松德站－榮總                     | 東南客運          |
| 645                | 捷運石牌站－舊庄                 | 三重客運          |
| 645副              | 捷運石牌站－中華科技大學         | 三重客運          |
| 680                | 天母-麟光                        | 中興巴士          |
| 902                | 捷運石牌站－麟光新村             | 指南客運          |
| 敦化幹線（原285）  | 榮總－麟光新村                   | 大都會客運        |
| 重慶幹線（原601）  | 天母－東園                       | 大都會客運        |
| 中山幹線（原220）  | 天母－青年公園                   | 中興巴士          |
| 紅12               | 捷運石牌站－天文科學館           | 中興巴士          |
| 紅19               | 捷運石牌站－天母（直行天母西路） | 光華巴士          |
| 小36               | 捷運石牌站－六窟                 | 大南汽車          |
| 市民小巴11         | 天母-捷運芝山站                  | 光華巴士          |
| 內科通勤專車13     | 天母－內湖科技園區               | 大都會客運        |
| 內科通勤專車15     | 天母－內湖科技園區               | 大都會客運        |
| 南港通勤專車天母線 | 天母－南港軟體園區               | 大都會客運        |

| 編號 | 路線起迄       | 經營業者 |
| ---- | -------------- | -------- |
| 290  | 榮總－大鵬新城 | 欣欣客運 |
| 646  | 東湖－榮總     | 欣欣客運 |

### 道路
（包含聯外道路、數字編號巷弄和里界道路）
- 天母西路
  - 6巷
  - 22巷
    - 3弄
    - 6弄

  - 38巷
  - 50巷
  - 62巷
- 中山北路六段
  - 405巷
    - 45弄

  - 419巷
  - 427巷
    - 6弄

  - 439巷
  - 441巷
    - 46弄

  - 763巷
    - 7弄
- 榮華三路
- 中十七街（今已改名，屬於部分中山北路六段405巷）
- 磺溪產業道路（今日里內天母西路62巷沿線）

#### 橋樑
- 天母橋（榮華三路）
- 磺溪橋（天母西路）
- 同行橋（人行）

## 文化

### 垃圾車運點
皆為天母分隊之運點：
- 天母西路46號
- 天母西路20號
- 天母西路10號
- 中山北路六段785號前[13]

### 活動

#### 元宵活動
天壽里每年於蘭興一號公園舉辦元宵節晚會，有猜燈謎活動、提燈籠夜遊活動和免費食物可領取。不時也會邀請台北美國學校、台北日僑學校和台北歐洲學校同學表演。
- 20190218 吃湯圓.猜燈謎.賞花燈 天壽.福順里慶元宵

#### 跨國界料理活動
天壽里曾整合資源，成立「美味關係之料理教室」，開放社區婦女報名學習烹飪，促進台、日、美三方國民外交。

### 歷任里長

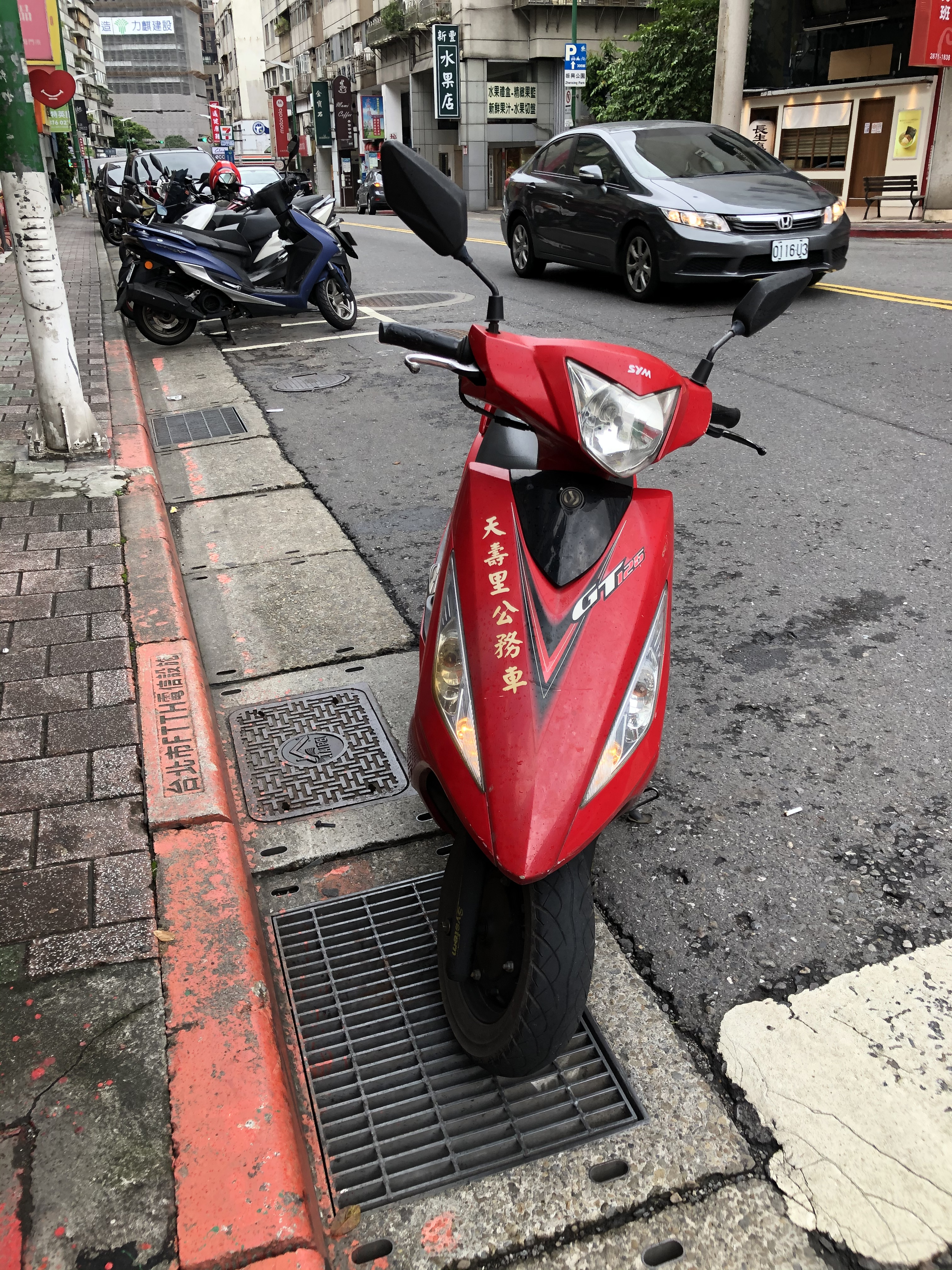
天壽里辦公巡邏專用機車

| 任期                | 競選者        | 贏票          |
| ------------------- | ------------- | ------------- |
| 第11屆 (民國99年)   | 蕭至明/陳伯同 | 陳伯同 1855票 |
| 第12屆 (民國103年)  |               |               |
| 第13屆（民國107年） | 葉啓昇/陳伯同 | 陳伯同 1818票 |

## 資料來源和腳註
1. ↑  . 士林區網路社區.   [2020-04-02].[]
2. ↑  . 臺北市士林區公所. 2019-02-22  [2020-04-02].
3. ↑  . 臺北市鄰里服務網. 2019-02-22  [2020-04-02].
4. ↑  . 台北市政府. 2015年: 812  [2020-04-02]. （原始内容存档于2019-09-05）.
5. ↑  . 中央研究院人文社會科學研究中心地理資訊科學研究專題中心.   [2020-04-02]. （原始内容存档于2019-06-30）. 日治二萬分之一台灣堡圖(大正版)(1921)
6. ↑  . 中華民國 內政部戶政司 全球資訊網: 臺北市A60–A61.   [2020-04-02]. （原始内容存档于2019-03-29）.
7. 1 2  . 臺北市文獻委員會. 1988-06: 174–185.
8. ↑  . 臺北市政府民政局.   [2019年2月28日]. （原始内容存档于2019年3月14日） （中文（臺灣））.
9. ↑  . 內政部營建署.   [2020-04-02]. （原始内容存档于2021-01-19）.
10. ↑  . 中華郵政.   [2020-04-02]. （原始内容存档于2019-01-14）.
11. ↑  . 蘋果日報. 2015-07-08  [2020-04-02].[]
12. ↑  . 臺北市鄰里服務網. 2019-02-22  [2020-04-02].
13. ↑  .   [2020-04-02].
14. ↑  . 台灣好新聞. 2019-02-19  [2020-04-02].
15. ↑  . 大紀元. 2010-01-23  [2020-04-02]. （原始内容存档于2011-02-13）.
16. ↑  . 自由時報. 2010-01-23  [2020-04-02].
17. ↑   (PDF). 臺北市選舉委員會.   [2020-04-02].
18. ↑  . 臺北市選舉委員會.   [2020-04-02].